# إلشولتزية
الإلشولتزية (الاسم العلمي: Elsholtzia) هي جنس من النباتات يتبع الفصيلة الشفوية من رتبة الشفويات. سمي هذا الجنس من قبل عالم النبات الألماني كارل لدويغ ويلدنو تكريماً لعالم الطبيعة البروسي جوهان سيغسموند إلشولتز (1623-1688) (بالإنجليزية: Johann Sigismund Elsholtz)‏.